# 无锡融创文化旅游城
31°27′01″N 120°15′42″E / 31.4502°N 120.2618°E
无锡融创文化旅游城，简称无锡融创文旅城，原为无锡万达城，是位于中华人民共和国江苏省无锡市滨湖区的一个商业综合体。

## 沿革
无锡万达城项目开工时，万达集团宣布与上海迪士尼竞争，并将其构建为包括室外主题公园、室内万达茂，以及大型舞台秀、酒店群、酒吧街等综合体，整个室外主题公园由同济大学建筑设计研究院设计。2013年9月24日，项目签约。2014年2月28日，正式开工。2017年7月，随着万达集团出现资金链问题，融创集团出面收购部分万达集团的文旅项目，包括无锡万达城，并更名为“无锡融创文化旅游城”。2019年6月29日，无锡融创文旅城举行开业仪式，当日中共江无锡市委书记李小敏、江苏省副省长王江，江苏省政府副秘书长陈少军，融创中国董事会主席孙宏斌、执行董事兼行政总裁汪孟德等出席。

## 图库

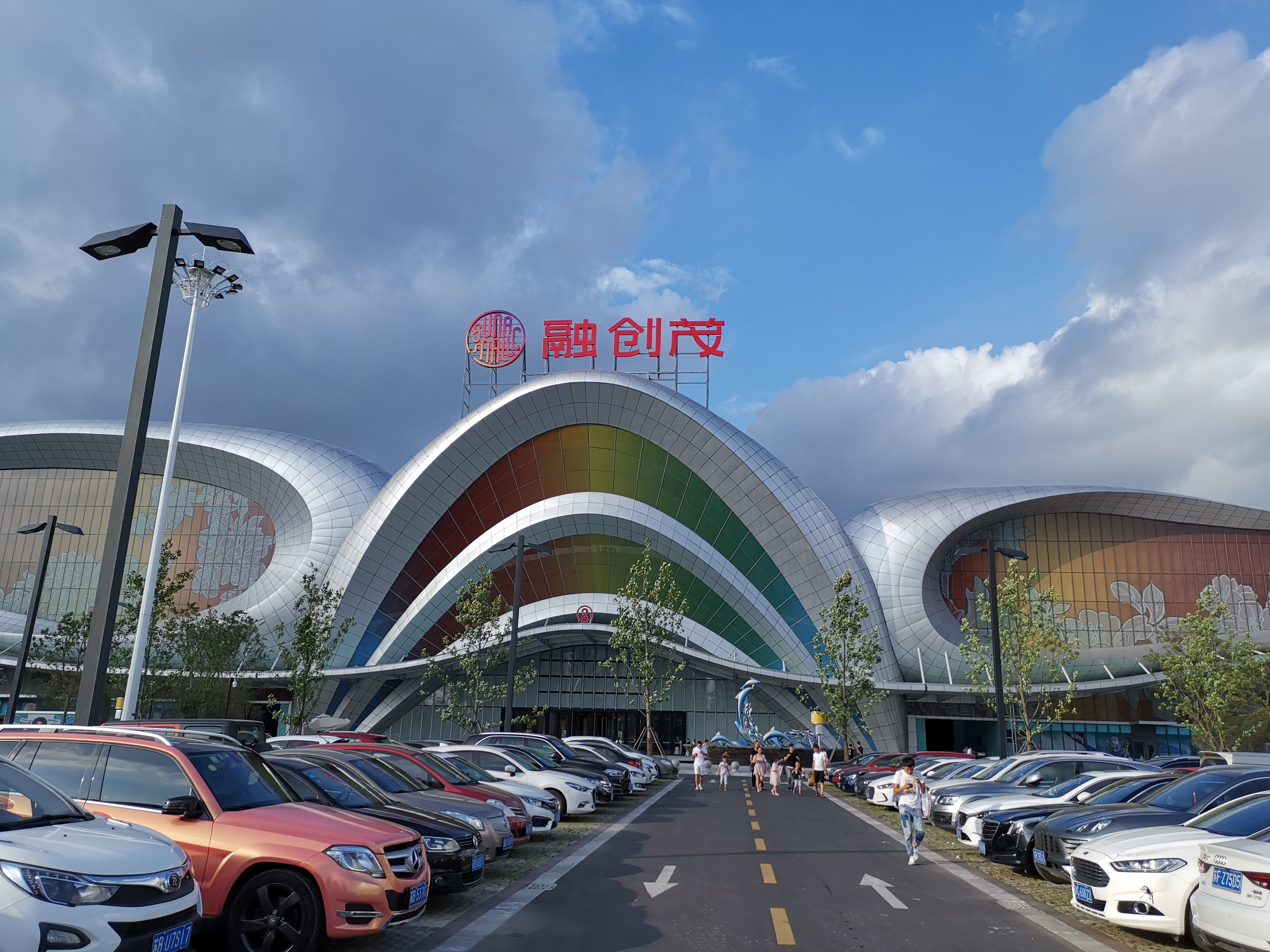
无锡融创茂
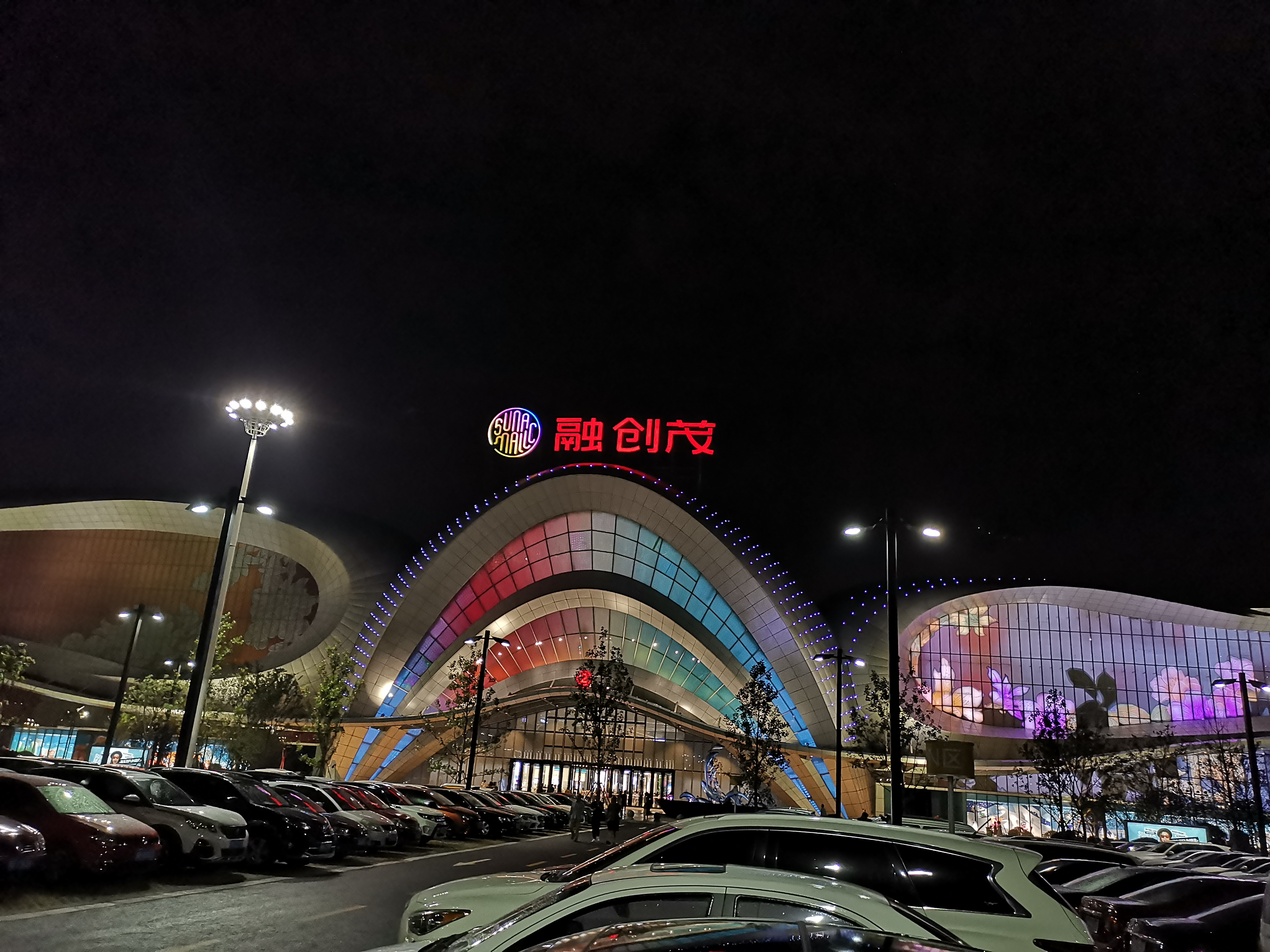
无锡融创茂 夜景
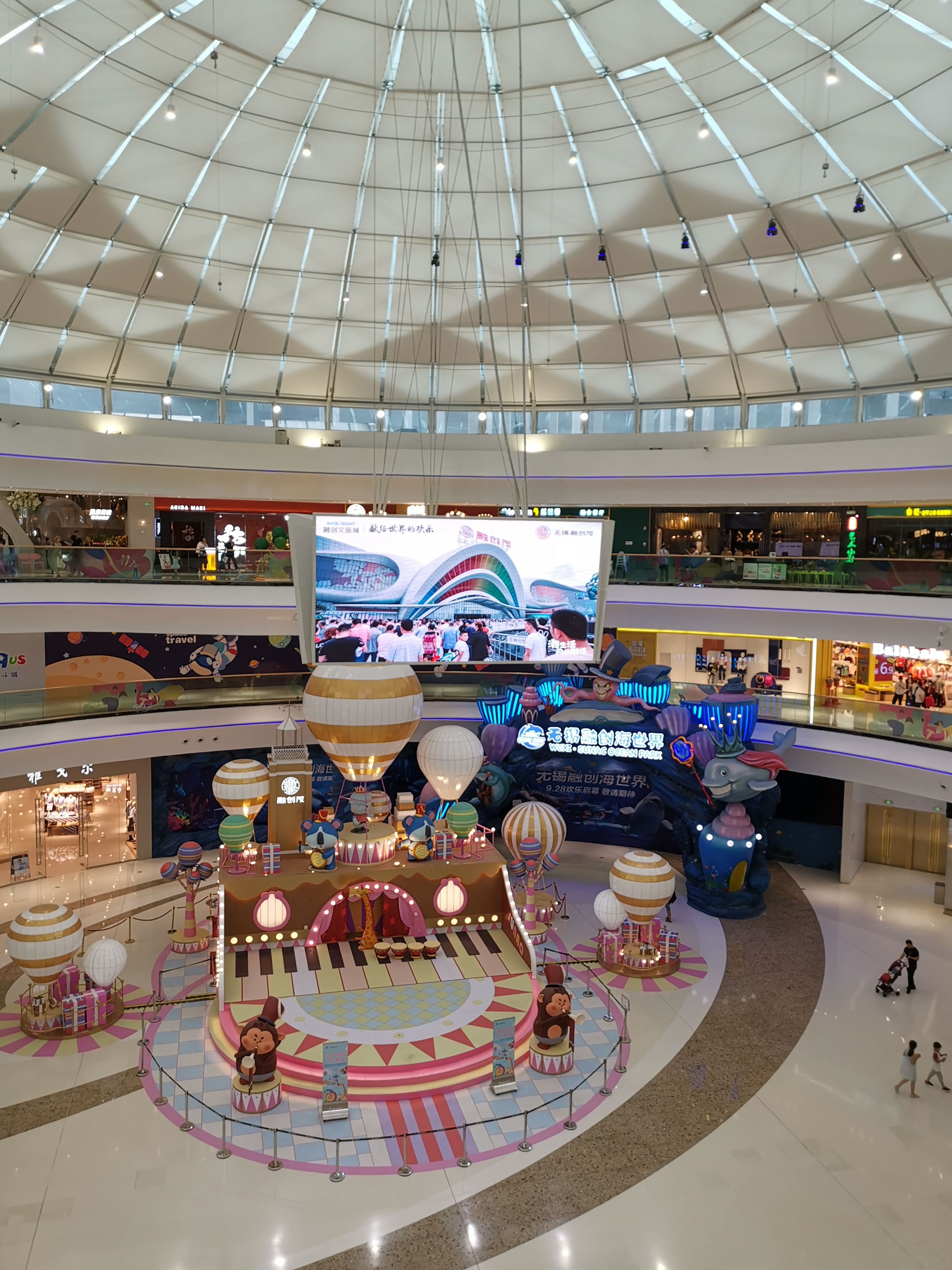
无锡融创茂 内景
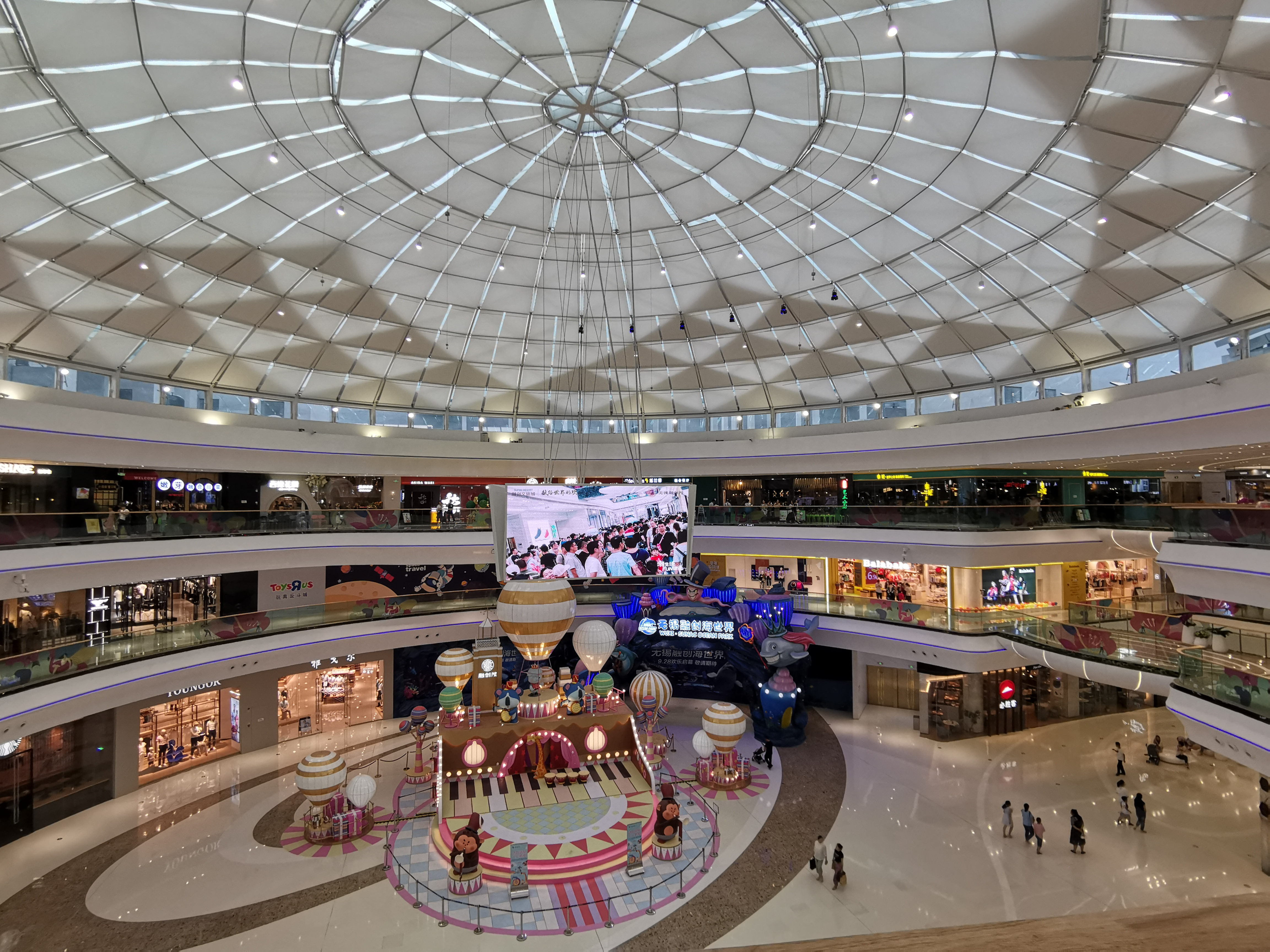
无锡融创茂
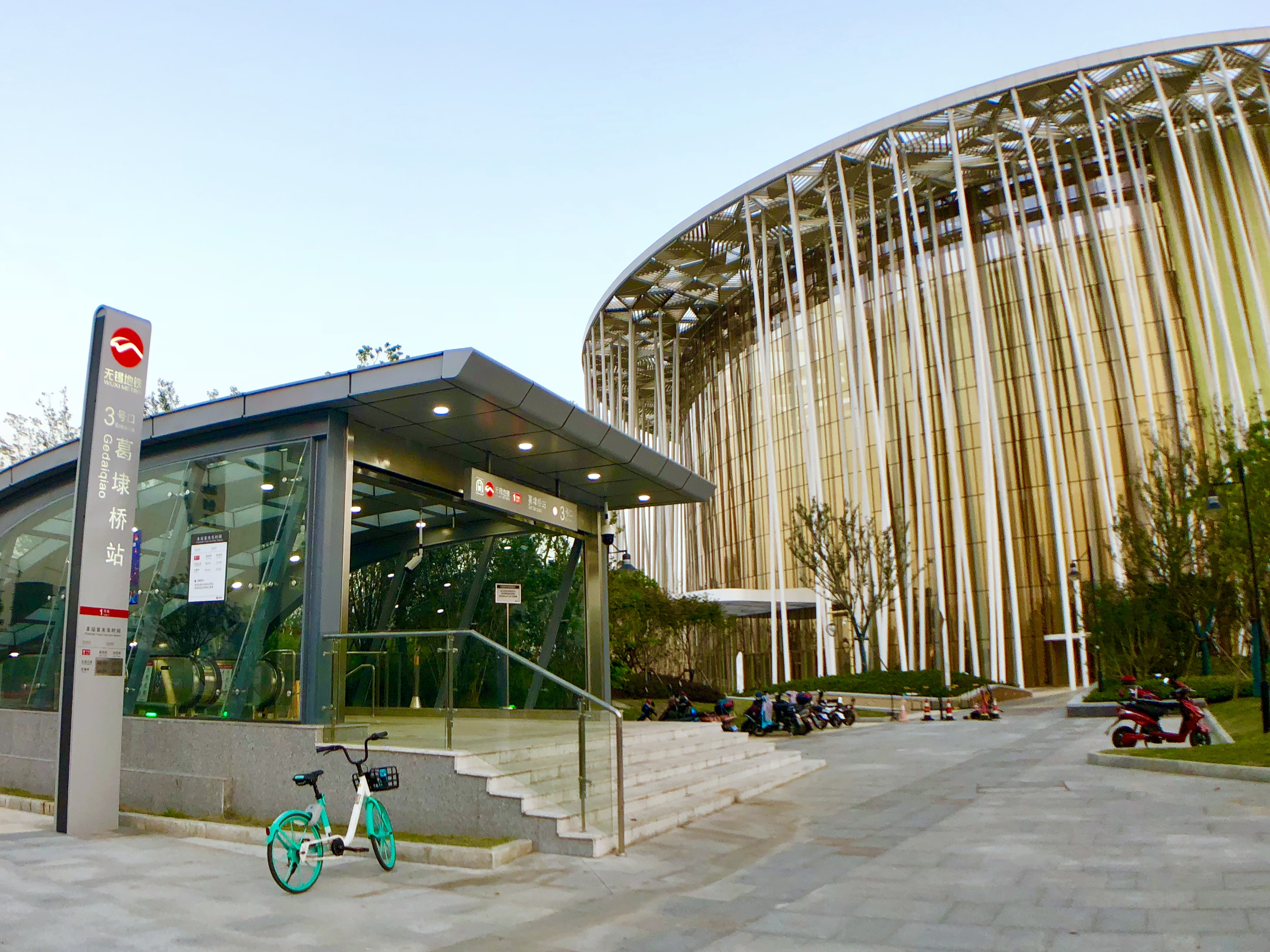
无锡地铁一号线葛埭桥站3号口太湖秀場